# Хлопці з Бразилії (фільм)
«Хлопці з Бразилії» (англ. The Boys from Brazil) — американсько-британський науково-фантастичний фільм-трилер 1978 року, поставлений режисером Франкліном Дж. Шеффнером за однойменним романом Айри Левіна 1976 року. Головні ролі у стрічці виконали Грегорі Пек та Лоуренс Олів'є. Фільм був номінований на здобуття премії Американською кіноакадемії «Оскар» 1979 року у трьох номінаціях .

## Сюжет
70-ті роки XX століття. Молодий сіоніст Баррі Колер (Стів Гуттенберг), що проживає в Парагваї, виявляє високих чиновників Третього Рейху, що переховуються у цій країні, у тому числі доктора Йозефа Менгеле (Грегорі Пек), лікаря, який працював у СС в Освенцимі. На таємній нараді Менгеле демонструє іншим офіцерам світлини 94 чоловіків, шістдесятилітніх чиновників, що мешкають у різних частинах світу, на перший погляд не пов'язаних з війною, усунення яких є першим елементом нового плану відновлення нацистського рейху. Колер записує розмову та інформує Езру Лібермана (Лоуренс Олів'є), старого єврея, колишнього в'язня концентраційного табору у Відні, який впродовж багатьох років вистежує нацистів. Ліберман живе з вірною помічницею сестрою Естер (Ліллі Палмер), спочатку ігнорує юнака, проте, коли Колера вбивають, він вирішує придивитися до цієї справи. Ліберман просить свого друга журналіста Сідні (Денголм Елліотт), щоб той надіслав йому всі некрологи на шістдесятилітніх чоловіків з усього світу, які будуть вбиті або зникнуть за нез'ясованих обставин.
Незабаром Ліберман їде в Німеччину, де зустрічається з пані Дерінг (Розмарі Гарріс), чоловік якої нещодавно був убитий невідомим злочинцем. Вдова, здається, не переймається смертю чоловіка. Ліберман лише дізнається, що жертва не була євреєм і ніколи не належала до фашистській організації. Випадково він також знайомиться з сином Дерінга, розпещеним Еріхом (Джеремі Блек), худим, високим, білошкірим хлопчиком з чорним волоссям і блакитними очима. Ще одна експедиція, до Англії, приносить зустріч з іншою вдовою — пані Каррі (Енн Міра), яка також не знає нічого нового. Виходячи з будинку, Ліберман стикається з молодим Джеком (також Джеремі Блек), який виглядає, розмовляє і поводиться так само, як і Еріх Дерінг. Ліберман усвідомлює, що ключем до розгадки таємниці може бути знання не про жертв, а про їхніх сині-підлітків.
Увечері до готелю, де зупинився Ліберман, приходить пані Каррі. Вона розповіла, що 14 років тому вона купила дитину у німкені Фріди Малоні (Ута Гаген). Малоні, колишня охоронниця в Освенцимі, відома своїми жорстокими катуваннями, особливо маленьких дітей, перебуває наразі у в'язниці. Багато років тому вона була вистежена і постала перед правосуддям завдяки Ліберману, який тепер вирішує зустрітися з нею.
Між тим, Менгеле отримує інформацію про прогрес у розслідуванні Лібермана. Він хоче вбити старого єврея, але Сейберт (Джеймс Мейсон), емісар полковника Рейша, який фінансує проект, не згоден з ним і пропонує припинити акцію. Менгеле звинувачує Сейберта у зраді.
Під час розмови з Фрідою Мелоні Ліберман дізнається, що через двадцять років після війни, вона була відповідальною за пошук бездітних сімей, в яких чоловік повен був мати близько п'ятдесяти років, і працювати державним службовцем, а жінка повинна була бути набагато молодшою за нього. Такому подружжю Мелоні продавала немовлят чоловічої статі, яких отримувала з Бразилії від лікаря Менгеле.

Один з клонів Гітлера (актор Джеремі Блек). Кадр з фільму

Ліберман консультується зі знайомим біологом (Бруно Ганц). Він розповідає йому про хлопців, яких бачив у Німеччині і Англії, та про те що казала Мелоні. Разом вони приходять до висновку, що Менгеле міг їх клонувати, скориставшись шматочком шкіри Адольфа Гітлера, а потім влаштувати клонів у родини, які були подібними до сім'ї самого Гітлера. Засновник Третього рейху виховувався молодою, надчутливою матір'ю, що балувала його, та старшим за неї батьком, який помер у віці шістдесяти п'яти, коли Гітлерові було чотирнадцять років. Тепер, у середині 1970-х років, через три десятиліття після закінчення війни, Менгеле має намір відновити ідею побудови сильної нацистської Німеччини, а допомогти йому в цьому мають дев'яносто чотири підлітки — клони Адольфа Гітлера. Незабаром висновки Лібермана підтверджує сам Менгеле в розмові з одним зі своїх підлеглих.
Тим не менше, Сейберт і його керівник, перелякані щораз більшими знаннями Лібермана. Менгеле, нарешті, вирішує розправитися зі старим євреєм. Він дізнається, що Ліберман збирається до Сполучених Штатів, щоб попередити іншу жертву — Генрі Ворлока (Джон Денер), фермера та заводчика доберманів. Лікар приїжджає раніше, видає себе за Лібермана і його впускають до будинку. Після того як собаки залишають помешкання, Менгеле вбиває їхнього господаря. Хвилиною пізніше на ферму приїжджає Ліберман. Між супротивниками починається поєдинок, який переривається Боббі Ворлоком (також Джеремі Блек), сином Генрі, ще одним клоном Гітлера, який повернувся зі школи. Менгеле розповідає йому про його походження, але хлопець йому не вірить. Дізнавшись від Лібермана, що лікар зробив з його батьком, Боббі нацьковує на нього собак. Менгеле гине.
У останній сцені фільму Лібермен, перебуваючи у шпиталі, спалює список з прізвищами інших молодих хлопців, що були вирощені доктором Менгеле.

## У ролях
| • Грегорі Пек            | лікар Йозеф Менгеле                                        |
| • Лоуренс Олів'є         | Езра Ліберман, «мисливець за нацистами»                    |
| • Джеймс Мейсон          | Едуард Сейберт                                             |
| • Ліллі Палмер           | Естер Ліберман, сестра і помічник Езри Лібермана           |
| • Енн Міра               | місіс Каррі                                                |
| • Денголм Елліотт        | Сидні Бейнон, журналіст                                    |
| • Йоахім Ганзен          | Фаслер                                                     |
| • Стів Гуттенберг        | Баррі Колер                                                |
| • Ута Гаген              | Фріда Малоуні                                              |
| • Розмарі Гарріс         | місіс Дорінг                                               |
| • Бруно Ганц             | професор Брюкнер                                           |
| • Майкл Гоф              | містер Гаррінгтон                                          |
| • Лінда Гейден           | Ненсі                                                      |
| • Прунелла Скейс         | місіс Гаррінгтон                                           |
| • Джон Рубінштейн        | Девід Беннетт                                              |
| • Джон Денер             | Генрі Вілок                                                |
| • Девід Герст            | Страссер                                                   |
| • Вальтер Готелл         | Мандт                                                      |
| • Річард Марнер          | Дорінг                                                     |
| • Георг Маришка          | Гюнтер                                                     |
| • Вольф Калер            | Швіммер                                                    |
| • Джеремі Блек           | Джек Каррі / Саймон Гаррінгтон / Ерік Дорінг / Боббі Вілок |
| • Рауль Фаустіно Салдана | Ісмаель                                                    |

## Знімальна група
- Автор сценарію — Гейвуд Гулд за романом Айри Левіна «Хлопці з Бразилії» (1976)
- Режисер-постановник — Франклін Дж. Шеффнер
- Продюсери — Стенлі О'Тул, Мартін Річардс
- Виконавчий продюсер — Роберт Фраєр
- Оператор — Анрі Декае
- Композитор — Джеррі Голдсміт
- Монтаж — Роберт Свінк
- Художник-постановник — Гіль Паррондо
- Художник по костюмах — Ентоні Мендельсон
- Художник-декоратор — Вернон Діксон
- Артдиректор — Пітер Ламонт
- Підбір акторів — Алікс Ґордін

## Нагороди та номінації
| Список нагород та номінацій                            | Список нагород та номінацій | Список нагород та номінацій           | Список нагород та номінацій | Список нагород та номінацій | Список нагород та номінацій |
| Кінопремія                                             | Рік                         | Категорія                             | Номінант(и)                 | Результат                   |                             |
| ------------------------------------------------------ | --------------------------- | ------------------------------------- | --------------------------- | --------------------------- | --------------------------- |
| Національна рада кінокритиків США                      | 1978                        | Найкращий актор                       | Лоуренс Олів'є              | Перемога                    |                             |
| Премія «Оскар»                                         | 1979                        | Найкращий актор у головній ролі       | Лоуренс Олів'є              | Номінація                   |                             |
| Премія «Оскар»                                         | 1979                        | Найкращий монтаж фільму               | Роберт Свінк                | Номінація                   |                             |
| Премія «Оскар»                                         | 1979                        | Найкраща оригінальна музика до фільму | Джеррі Голдсміт             | Номінація                   |                             |
| Премія Золотий глобус                                  | 1979                        | Найкращий актор у фільмі — Драма      | Грегорі Пек                 | Номінація                   |                             |
| Академія наукової фантастики, фентезі та фільмів жахів | 1979                        | Найкращий науково-фантастичний фільм  | Хлопці з Бразилії           | Номінація                   |                             |
| Академія наукової фантастики, фентезі та фільмів жахів | 1979                        | Найкращий режисер                     | Франклін Дж. Шеффнер        | Номінація                   |                             |
| Академія наукової фантастики, фентезі та фільмів жахів | 1979                        | Найкращий актор                       | Лоуренс Олів'є              | Номінація                   |                             |
| Академія наукової фантастики, фентезі та фільмів жахів | 1979                        | Найкраща акторка другого плану        | Ута Гаген                   | Номінація                   |                             |
| Академія наукової фантастики, фентезі та фільмів жахів | 1979                        | Найкращий сценарій                    | Гейвуд Гулд                 | Номінація                   |                             |
| Академія наукової фантастики, фентезі та фільмів жахів | 1979                        | Найкраща музика                       | Джеррі Голдсміт             | Номінація                   |                             |

## Додаткові факти
- Персонаж, втілений у фільму Лоуренсом Олів'є (Езр Ліберман), був створений на основі образу відомого у свій час мисливця на фашистських злочинців Симона Візенталя.
- Під час підготовки до ролей європейських клонів, Джеремі Блек був відправлений на мовну студію на 20th Century Fox у Нью-Йорку, де він мав навчитися говорити як з англійським, так і з німецьким акцентом.[5]
- Реальний Йозеф Менгеле під час виходу фільму переховувався у бразильському місті Сан-Паулу, де помер через рік, у 1979-му.